# HD 89744 b
HD 89744 b (بالإنجليزية: HD 89744 b)‏ الذي يرمز له بالرمز HD 89744b، هو كوكب خارج المجموعة الشمسية، في كوكبة الدب الأكبر، يتبع HD 89744 ‏.

## الاكتشاف
اكتشف في 22 أبريل 2000.